# Kanta-Häme
Kanta-Häme (Zweeds: Egentliga Tavastland, Tavastland in stricte zin) is een Finse regio met 170.213 inwoners op een gebied van 5.199,24 km² (2021) in de voormalige provincie Zuid-Finland.

## Gemeenten
Het landschap Kanta-Häme bestaat uit de volgende gemeenten in 2022:
- Forssa
- Hattula
- Hausjärvi
- Humppila
- Hämeenlinna
- Janakkala
- Jokioinen
- Loppi
- Riihimäki
- Tammela
- Ypäjä

Åland · Etelä-Pohjanmaa · Etelä-Savo · Kainuu · Kanta-Häme · Keski-Pohjanmaa  · Kymenlaakso · Lapin maakunta · Midden-Finland · Noord-Karelië · Österbotten · Päijät-Häme · Pirkanmaa · Pohjois-Pohjanmaa · Pohjois-Savo · Satakunta · Uusimaa · Zuid-Karelië · Zuidwest-Finland
Forssa · Hattula · Hausjärvi · Humppila · Hämeenlinna · Janakkala · Jokioinen · Loppi · Riihimäki · Tammela · Ypäjä
Voormalige gemeenten:
Hameenlinnan maalaiskunta · Hauho ·  Kalvola · Koijärvi · Lammi · Renko · Tuulos · Tyrväntö · Vanaja